# Buczek (województwo lubuskie)
Buczek – osada w Polsce położona w województwie lubuskim, w powiecie żagańskim, w gminie Szprotawa na obszarze Borów Dolnośląskich. 
W latach 1975–1998 miejscowość administracyjnie należała do województwa zielonogórskiego.

## Demografia
Liczba mieszkańców miejscowości w poszczególnych latach:
| Rok  | Ilość mieszkańców |
| ---- | ----------------- |
| 1998 | 34                |
| 2002 | 14                |
| 2011 | 10                |
| 2021 | 8                 |